# Pak Song-hjon
Pak Song-hjon (hangulem 박성현, anglickým přepisem: Park Sung-Hyun; * 1. ledna 1983 Inčchon) je jihokorejská lukostřelkyně.
V roce 2004 na olympijských hrách v Athénách vybojovala zlatou medaili jak v individuálním závodě, tak v soutěži družstev. O čtyři roky později na hrách v Pekingu vybojovala v individuálním závodě stříbro a pomohla obhájit zlato v týmové soutěži. Na mistrovství světa vybojovala v individuálních závodech 1 zlato, 2 stříbra a 1 bronz, v týmových soutěžích pomohla ke 3 zlatým a 1 bronzové medaili. 3 zlaté medaile má z Asijských her, z toho 1 z individuálního závodu a 2 z týmových.